# Spottobrotula mahodadi
Spottobrotula mahodadi är en fiskart som beskrevs av Cohen och Nielsen, 1978. Spottobrotula mahodadi ingår i släktet Spottobrotula och familjen Ophidiidae. Inga underarter finns listade i Catalogue of Life.